# Hypokopelates ituri
Hypokopelates ituri är en fjärilsart som beskrevs av George Thomas Bethune-Baker 1908. Hypokopelates ituri ingår i släktet Hypokopelates och familjen juvelvingar. Inga underarter finns listade i Catalogue of Life.